# F-19

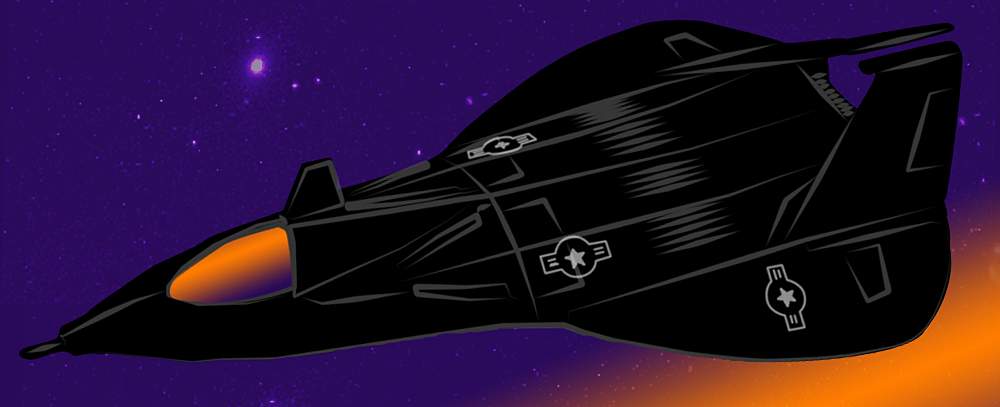
プラモデルのデザインを元に描かれた"F-19"のイラスト
（画：Dunee）

F-19とは、アメリカ空軍が極秘に開発したと噂されていた機体の開発コードで、実際は存在しない航空機の形式番号である。
本項目は"F-19"と呼称された一連の存在についての経緯とその過程でなされた各種の推測について記述する。

## 概要
1980年代に「レーダーによって捉えることが困難な特殊な航空機が開発されている」として、“ステルス機”（ステルス軍用機）の存在が注目された。
"F-19"なる航空機は、アメリカ合衆国で開発された世界初の実用ステルス戦闘機（レーダーによって捉えることが困難な、特殊な機体形状を持つ戦闘用航空機）として1980年代を通じて様々な推測と考察がなされたもので、軍事関係書籍などでは多種類の想像図が発表されており、いずれの想像図でも「機体の各部が曲線で構成されている」「垂直尾翼は双尾翼形式で、内側に傾斜している」「電波を吸収する特殊な材質による黒い塗装が施されている」などの特徴が共通しており、当時既に「レーダーに捕捉され難い」として知られていたロッキード SR-71を小型化したようなデザインだった。このSR-71からの連想と、ノースロップ社により1940年代末に開発された試作爆撃機であるYB-35およびYB-49に「テスト飛行の際、レーダーに捕捉され難い上に実際の機体規模よりも遥かに反応が小さかった」と逸話があり、“同社の開発していた機体が当初は"F-19"となる予定だったが変更された”点から「仮に“ステルス戦闘機F-19”を開発しているメーカーがあるとすればそれはロッキード社かノースロップ社だろう」とも推測されていた。
それらの"F-19"についての各種の推測において実際のステルス機と同様の機体構成の予想は結局のところは存在せず、機体を構成する個々の要素については近似もしくは正鵠を得ていたものも存在したが、最終的には「"F-19"の制式番号を持つ戦闘機はアメリカ空軍には存在せず、存在が推測されていた機体の実際の制式番号は"F-117"である」と結論されて、メディアを賑わした推測の中にF-117の機体構成を的中させたものはなく、各種様々に推察された"F-19"なるものは、想像上の存在でしかなかった。
最終的にF-117の公式発表によって機体形状や開発経緯が明らかになるとF-19に関する考察は下火になったが、「F-117」の制式番号は発表当時のアメリカ空軍戦闘機に付与されるものとしては変則的なものであったため、一部には「F-117は本来は"F-19"と命名されるはずであったが、F-19についての推測報道が過熱したために、急遽『F-117』という命名規則外の制式番号に変更されたものである」との推察がなされたこともあった。

## F-19までのアメリカ軍戦闘機命名例
1962年にアメリカ空海軍は軍用機の命名規則により、航空機識別ナンバーを統一することとなり、それまで空海軍で異なっていたものを同一基準で通番で命名する事となった。命名規則はほぼ空軍のそれに依拠するものとなり、海軍の既存の戦闘機にF-1からF-4およびF-6からF-11の型番が新たに付与され、"F-5"は既存の機体ではなくノースロップ社が計画中止になった護衛空母用軽量艦上戦闘機を元に海外供与向けに開発した機体であるノースロップ N-156Fに割り当てられた。以降の戦闘機はそれらに続く番号で命名される事となり、忌み数である13が飛ばされたものの、以後はF/A-18まで順に番号が割り当てられていった。

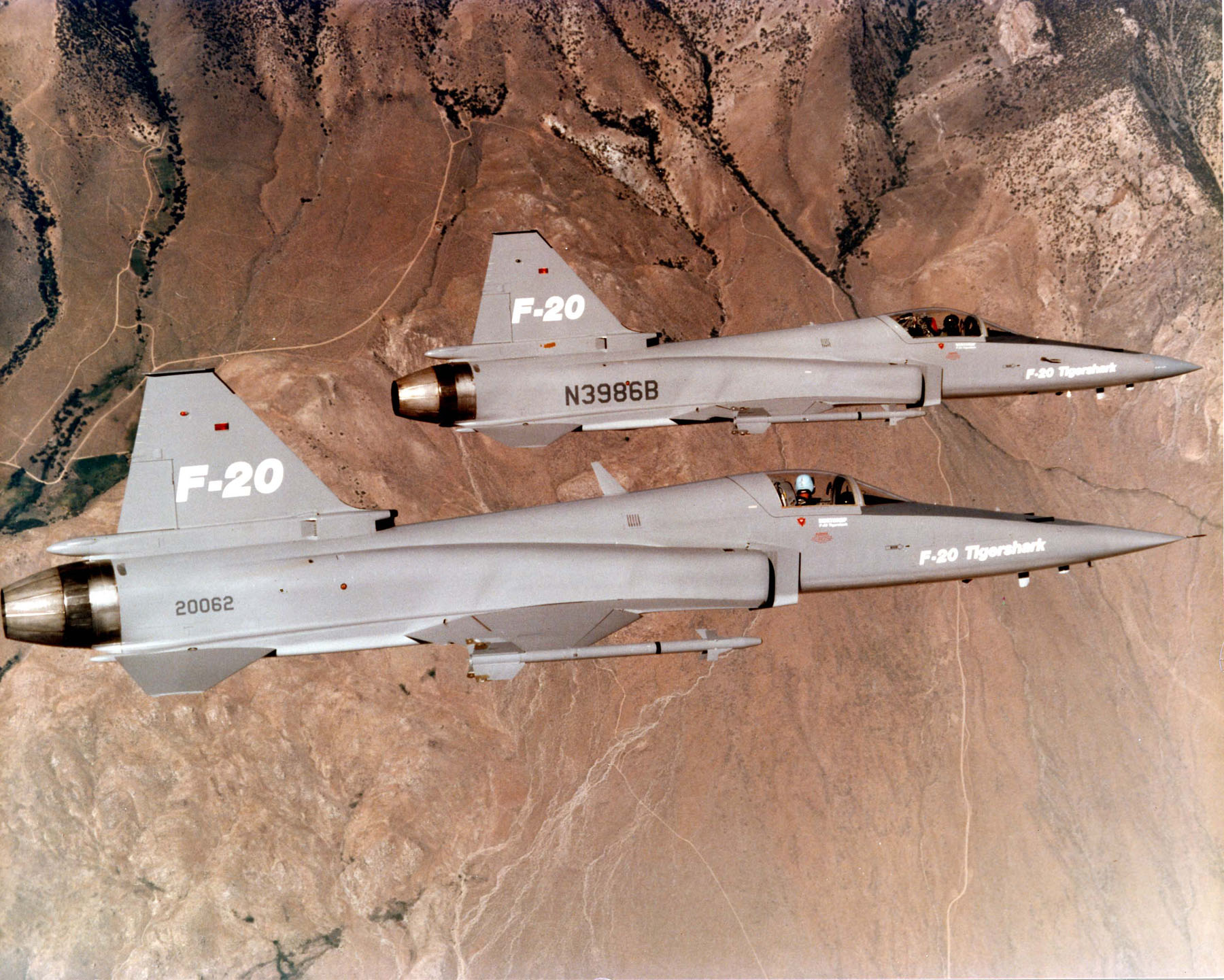
"F-19"が割り当てられる予定となっていた機体であるノースロップ F-5G（F-20）タイガーシャーク

1980年代の初め、開発中のF-5Gに新しい番号を再付番することになった際、空軍は初めF-5Gに「F-19」を割り当てようとしたが、開発元のノースロップ社はF-19ではなく「F-20」を提案した。当時、戦闘機輸出市場でF-5Gのライバルとなり得るソ連製の戦闘機（ミグ戦闘機）が使用していた型番は全て奇数だったため、ノースロップ社は型番を偶数にすることでF-5Gを目立たせようとした。当時のF-14、F-15、F-16、F/A-18といった10番台の戦闘機（ティーンシリーズ）に対して20番台とすることで新しさを強調する意図もあったと推測された。空軍はノースロップ社の提案を受け入れ、F-5Gを「F-20」に改称した。
番号命名の経緯に関して必ずしも詳細が語られるとは限らず、F-19の場合も記者たちが空軍の報道担当官に欠番の理由を求めた際、担当官は「我が空軍にF-19という航空機は存在しない」と簡潔な返答しかしなかった。これが後に様々な憶測を呼ぶ元となる。

## “ステルス機”F-19
アメリカ空軍において“電波反射を抑制し、レーダーに捉えられ難い特性を持つ”航空機を、偵察機のみならず戦闘機や攻撃機、そして爆撃機として実用化したい、という計画は、ベトナム戦争の戦訓に基づき1970年代に本格的に開始された。空軍と航空機メーカーにおける開発計画は内密に進められていたが、断片的な情報は軍事雑誌や航空雑誌に度々掲載されてはいた。試作機のテスト飛行は極力夜間に行われ、飛行空域も民間人に目撃される可能性が少ない区域を選んで行われていたが、絶対に目撃されないことは難しく、開発が行われている拠点の周辺を中心に「これまでに見たこともない奇妙な形の飛行機が飛んでいた」と目撃情報も少なからぬ数存在した。しかし、当時はそれらの情報が大きく注目されることはなく、都市伝説や陰謀論（「アメリカ軍は密かに入手した宇宙人の“空飛ぶ円盤”をネバダ州の秘密基地エリア51でテストしている」といったもの）の方面から語られる程度に留まっていた。
1980年8月、ワシントン・ポスト紙を始めとして複数のメディアが「非公式の情報ではあるが、アメリカ軍は“ステルス(stealth)”と称される「レーダーに捉えられない航空機」についての技術開発を進めている」とスクープ記事を掲載し、話題となった。
一連のスクープ報道を受け、当時のカーター政権の国防長官であるハロルド・ブラウン(Harold Brown)は1980年8月22日に記者会見を行い、「報道された内容は概ね事実である」ことを認めた上で、「リークは軍の機密情報に注目したメディアが取材の結果より詳しい情報を得てそれを報道することにより全面的に情報が漏れてしまうことを防ぐためのものである」と説明したが、この会見内容に対して野党である共和党の国会議員だけではなく政権側である民主党議員からも批判が噴出、政治問題化して下院軍事委員会 (HASC. U.S. House Committee on Armed Services)(英語版)による調査会が設立された。
調査会は大統領選挙（1980年アメリカ合衆国大統領選挙）が控えていたこともあって与野党間の政治的非難の応酬の場となり、更に軍関係者によって「マスメディアに情報をリークした」と名指しされた人物であるデビッド・L・アーロン (David L. Aaron)(英語版)国家安全保障問題担当大統領副補佐官(英語版)がこれを否定する宣誓供述書を提出したものの委員会で宣誓して証言することを拒否したために紛糾し、1981年2月にようやくまとめられた報告書では「ステルスに関する情報のリークは、カーター政権が自身の進める政策を有利にするために意図的に行ったもので、その結果として軍の機密情報が流出したことは合衆国の安全保障に重大な影響を与えた」と結論されたが、肝心の“ステルス技術とは何か？”という点について真偽を確かめることができなかったため、「どの程度まで機密情報がリークされたのか」についての追及は曖昧なものに終わった。
この一件に関して「ステルスとは何か？」についての様々な情報がメディアを通じて流れ、その大半は後に明らかにされたものからすると非常に不正確なものであったにせよ、「アメリカ空軍が極秘に開発している“ステルス”技術を用いた航空機が存在する」認識が一気に広まることになった。
1981年にレーガン政権が発足すると、カーター政権下で抑制されていた様々な軍事力整備計画が復活し（B-1超音速戦略爆撃機の開発再開はその代表例である）、同政権下で秘密裏に進められていた“ステルス戦闘機”および“ステルス爆撃機”の開発計画もより本格化した。レーガン政権はカーター政権に比べ軍事情報の公開に消極的であったため、ステルス機の開発計画は引き続き極秘のまま行われ、それらに関する情報が公開されることもなかったが、情報の完全な秘匿には限界があり、時折“アメリカ軍が極秘開発中のステルス機”に関する情報がメディアに掲載されるようになった。
各メディアは事あるごとに政府関係者を質したが、レーガン政権下で空軍長官を務めたヴァーン・オァ(Verne Orr)(英語版)は1981年7月に出した公式の声明において、“極秘開発中のステルス機”について否定的なコメントを出している。オァは「そのような高度な技術と多額の費用を要する存在が、伝えられているような極めて短期間で開発できるとは考え難い」との見解を示した。
このように、メディアに漠然とながら計画を掴まれつつも、政府と軍の関係者はその存在を肯定せず、事実は相変わらず明らかにされないままであったが、ステルス機の実在そのものは半ば「公然の秘密」とも言えるものになっており、前節で述べた“戦闘機の制式番号が-19だけ不自然に飛ばされている”点に注目が集まったことと相まって「アメリカ軍ではレーダーに映らない航空機が極秘に開発されており、そのナンバーがF-19である」との考察や推測がなされるようになった。

### メディアとプラモデルの“F-19”
各種の"F-19"の想像図の中で特に有名になったものに、宇宙開発技術企業で人工衛星の製造を手掛けるロラール社が1982年に広報用イラストに描いたものがある。
航空宇宙関連のイラストを多数手がけたハンガリー出身のアーティストである Attila Hejjaの手によるこのイラストの機体は、全体的に細身で機首と主翼が長く、機首側面から水平に伸びたカナード翼を持つ“エンテ翼”（先尾翼形式）のデザインであり、それまでの想像図で主流であった“全体的に強い曲線を帯びた形状ではあるが、総体としては既存のデルタ翼機の機体形状に準じている”ものとは一線を画していた。この“ロラールのステルス”は、機首側面にカナード翼があることや、エンジン収容部は背面にあり、排気ノズルが露出していない、といった特徴が以降の“F-19の想像図”に大きな影響を与えることになる。1987年に発表された2枚目の広報画には「NORTHROP/LORAL F-19A SPECTER」の名称が書かれていた。
イギリスのJane's Information Group(英語版)の発行する軍事情報年鑑、通称“ジェーン年鑑”の中の『Jane's All the World's Aircraft 1986–1987』（1986年1月刊）には"F-19"に関する情報が想像図と共に掲載された。“世界の軍事情報に関して信頼できる情報源である”とされているジェーン年鑑に掲載されたことより、"F-19"の存在は半ば確定した事実として扱われるようになったが、相変わらずアメリカ国防総省はメディアの質問には「そのような航空機は存在していない」と回答するのみであった。
ジェーン年鑑にはその後に刊行された『Jane's All the World's Aircraft 1987–1988』（1987年1月刊）、『Jane's All the World's Aircraft 1988–1989』（1988年1月刊）にも "Lockheed 'RF-19"および"XST"の名称で"F-19"についての情報が掲載されている。

#### Testor "F-19 Stealth Fighter"
巷で“ステルス戦闘機 F-19”の存在に多大な影響を与えたものとして、アメリカ合衆国イリノイ州に本拠をおく模型メーカー、テスター(Testor)社(英語版)が1985年に同社のデザイナーによって創作して模型化し、1986年に発表・発売したプラスチック製スケールモデルキット、『F-19 Stealth Fighter』の存在が挙げられる。
設計を担当したテスター社のデザイナー、 ジョン・アンドリュース(John Andrews)は“アメリカが極秘開発中のステルス戦闘機”について推測されている各種の情報を元に「ステルス戦闘機 - 実際の任務としては攻撃機 - としてはこのような要求性能が求められ、それを実現するにはこのようなデザインとなるだろう」として外形や性能を推測・考察し、SR-71やD-21無人偵察機といった既存の“レーダーで捉えにくいとされている”軍用機を念頭においてデザインを行ったとメディアの取材に答えている。“レーダーに捉えられにくい”と考えうる外形のデザインには、一般に販売されている書籍である『Radar Cross-Section Handbook（レーダー断面積ハンドブック）』の内容を参考にした。
アンドリュースの手により誕生した“ステルス戦闘機”は、緩やかな曲線で構成された無尾翼デルタ形の機体形状に、内側に大きく傾斜した双垂直尾翼とキャノピー横の機体上面に斜めに突出したカナード翼があり、機内収容の兵装、スリット状の開口部を持つNACAダクト形状のエンジン給気口と外部にノズルが露出していない扁平な排気口など、当時想像されていたステルス機のデザインに則りつつもオリジナルの要素を数多く加えたものであった。モデルのデザインは1985年の夏には完成し、この“アメリカが極秘開発中のステルス戦闘機”のプラモデルには、同年11月25日に発刊された『ニューズウィーク (Newsweek)』の記事を裏付けとして『F-19 Stealth Fighter』の商品名がつけられることになった。
「独自の情報源から得た図面をモデル化した」と触れ込みで発売されたこのモデルは、当初は大した注目を集めず、1986年の1月にシカゴで開かれた模型見本市でテスター社のブースに出展された際も取材に訪れたメディアはさして興味を示さなかった。しかし、テスター社の地道な広報活動により徐々にメディアに採り上げられるようになり、同年7月11日にカリフォルニア州シエラネバダ山脈山麓の国有地(セコイア国有森林；Sequoia National Forest(英語版))で発生した空軍機の墜落事故に関し、軍が不可解な行動を示した上に事故に関して報道機関に提供する情報を極端に制限した、ことの一件に関して「この際に墜落した機体が噂の"F-19"なのではないか？」と世間の注目が集まり、ステルス機に関する憶測が飛び交う中でこのプラモデルが俄然メディアの注目を浴びることになった。マスメディア各社はアメリカ国防総省にモデルの形状に関するコメントを求めたが、同省報道官は「航空知識を持つ者ならば想像できる範囲の形状だ」としか回答せず、明確な否定をしなかった。この回答はステルス機に対する関心が高まっていた当時の世相においては“ステルス機の存在とモデルの形状の実在性を肯定した”と受け止められ、格好の宣伝材料となった。
これによって更に“軍が極秘開発中のステルス戦闘機”への注目が集まったことにより、テスター社のプラモデルは連日アメリカのマスメディアに登場することになり、下院議員のロン・ワイデン (Ron Wyden)(英語版)は「なぜ最重要機密であるはずの極秘開発中の軍用機の情報が、民間のそれも模型メーカーに流出しているのか」と関係者を追及、「ロッキード社の機密保持体制には大きな問題がある」とされたこともあり、1986年夏には公聴会が開かれる事態となった。ロッキード社でステルス戦闘機の開発を行っていた時期にその担当チームである“スカンクワークス”の責任者だったベン・リッチ(Ben Rich)(英語版)は後に自著の中で「このインチキ模型と社内の内紛のせいで、会社の機密保持に問題があるとした公聴会に呼び出されそうになった」と記述している。最終的には公聴会へのリッチ本人の出席は免れたものの、当時のロッキード社の社長が出席して釈明する顛末となった。
こうしてアメリカのみならず全世界の注目を集めた『F-19 Stealth Fighter』は1986年のアメリカでのクリスマス商戦の目玉商品となり、アメリカ以外でも世界各国でベストセラー商品となった。この結果、発売年だけでも70万個の出荷数を記録し、「アメリカ合衆国で最も売れたプラモデル」の記録を更新している。
"F-19"に対する注目が集まったことは、より多くの情報がメディアに取り上げられることでもあった。掲載される推測の中にはある程度真相に迫ったものもあり、1986年8月22日付のワシントン・ポスト紙には"F-19"部隊の運用規模や開発計画の予算規模といった情報の他に、「実際の制式番号は"F-19"ではない」とも掲載されており、“ステルス航空機”に関する理論や機体形状についてもほぼ正しい解説がなされていた。

## F-117
"F-19"に対する世間の関心が冷めやらぬ中、1987年10月14日にネバダ州トノパー近郊のグルームレイク試験場内で軍用機の墜落事故が発生し、この墜落事故について空軍当局は詳細を発表せず、軍の不審な態度は昨年（1986年）7月のカリフォルニア州セコイア国有林への墜落事故（前節参照）との関連を思い起こさせ、「"F-19"が墜落事故を起こしたのではないか？」と再びメディアの注目を集めた。更にその一週間後の10月20日、A-7 コルセア II攻撃機がエンジントラブルによる緊急着陸に失敗してインディアナ州インディアナポリス国際空港近傍のホテルに激突して爆発炎上し、多数の死傷者を出す墜落事故を発生させた（1987年 インディアナポリス ラマダホテルA-7墜落事故）。

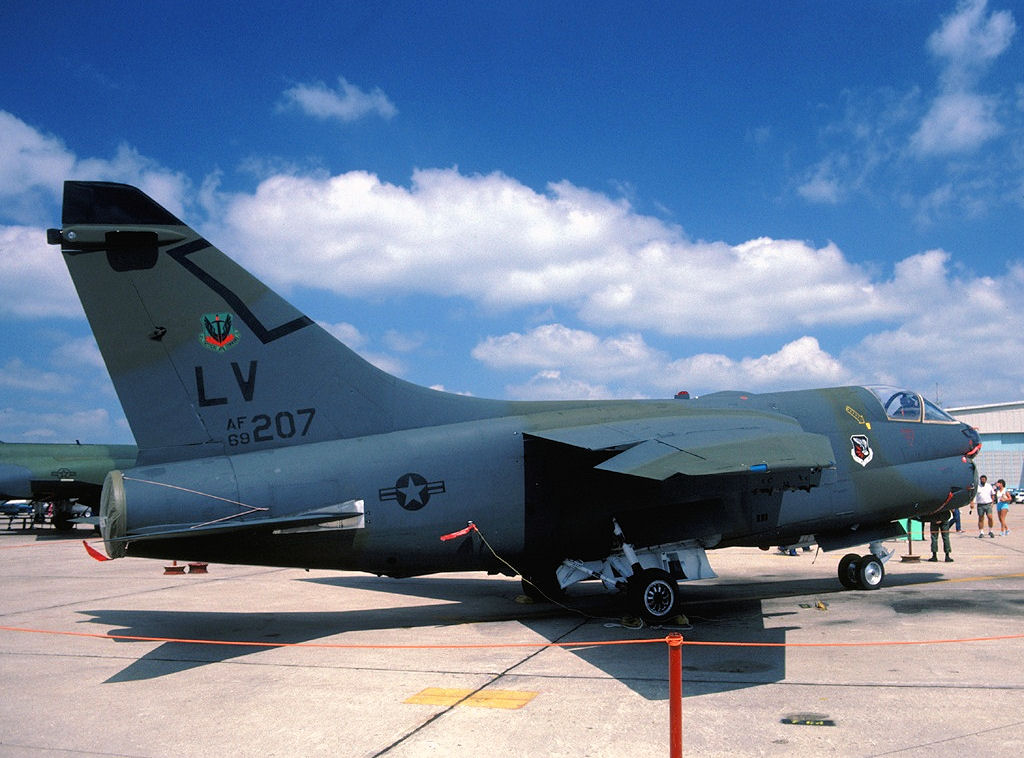
1987年10月20日に墜落事故を起こした第4450戦術飛行群(英語版)所属のA-7DコルセアII(69-6207号機)
1980年代に基地祭で展示された際の撮影

空軍当局はグルームレイク試験場での墜落事故に関しては「軍用地内での事故であり詳細は軍事機密である」として情報の公開を拒否したが、インディアナポリスでの墜落事故は民間地、それも市街地への日中の墜落であったことから、先年のカリフォルニア州での墜落事故のように墜落地点を封鎖して軍関係者以外を締め出すことが不可能で、墜落機の機種を始めとして多数の目撃情報とメディアの詳細な報道が世間に広く流れた上、多数の犠牲者を出した惨事となったことから、空軍は事故に関連する情報を公開せざるを得なかった。記者会見において空軍当局は墜落したA-7に搭乗していたパイロットは第4450戦術飛行群(英語版)の所属であることを公表したものの、部隊の任務の詳細等については巧妙に回答を避けたが、この部隊は件の先年の墜落事故機の所属部隊として発表されていた部隊であり、公式にはA-7以外の機種を装備していないことから「先年の事故機も既に存在の広く知られているA-7攻撃機であったとしたら、なぜ軍はあれほどまでに情報を公開しなかったのか？」について俄然メディアの注目が集まった。
公式に表明されている同隊の任務は「A-7を用いた航空機用電子装備の開発支援」であったが、メディアに紹介された軍事 / 航空評論家の見解は「秘密裏に開発されているという“ステルス戦闘機”の飛行訓練を人目につきやすい日中に行うための代用機なのではないか」で、「同部隊は特殊な改造が施されたA-7攻撃機を用いて“ステルス戦闘機”の運用を支援する任務に就いている」とする憶測が広まった。これは「アメリカ空軍では既に“ステルス戦闘機”が実際に運用されている」とする推論が導かれ、“軍が極秘に開発したステルス戦闘機、F-19”の実在をメディアと世間に確信させるものとなった。
1988年1月にはアメリカの老舗軍事情報誌である『Armed Forces Journal』(英語版)が、同月に発行された号にて「"F-19"として存在が噂されている機体は実際に存在しているが、形式名はF-19ではなく"F-117"であり、“ナイトホーク(Night Hawk)”というニックネームも与えられている」との記事を掲載した。この時期になると、メディアに掲載される推測も多分に実態に迫ったものになってきており、更には並行して開発が進められていたATB（Advanced Technology Bomber. 先進技術爆撃機（B-2ステルス爆撃機として結実したもの）および新たなステルス戦闘機の開発計画であるATF（先進戦術戦闘機計画）の両計画が情報非公開の状態で進めることが難しい段階に進んでおり、B-2の公表も決断されていたため、既に実戦配備されているF-117の存在と併せて“ステルス機”についての情報を秘匿することが不可能だと判断したアメリカ国防総省は、情報の公開を決定した。
ステルス機の情報を公開するにあたり、当初は1988年10月内が予定されていたが、この年は大統領選挙（1988年アメリカ合衆国大統領選挙）が行われるため、上院軍事委員会 (SASC. United States Senate Committee on Armed Services) からはカーター政権下で起きたような政治的混乱を回避することが求められ、選挙の終了する同年11月8日以降が情報公開の時期として定められた。国防総省は事前に与野党議員やNATOを始めとする同盟各国等の関係各方面に内密に打診した上で準備を進め、1988年11月10日に会見が行われた。
この会見では極秘裏に開発・配備を進めていたステルス機の存在が正式に公表されると共に、名称がF-117であり、1978年から開発計画が極秘裏に開始されていたこと、1981年に初飛行に成功して1983年には部隊運用が開始されていたこと、1986 / 1987年に墜落事故を発生させたがその際に事実を公表しなかったことを発表した。この他、F-117に先立って、“ハブ・ブルー(Have Blue)”と名付けられた縮小試作機（概念実証機）が1977年には初飛行に成功しており、1978年には墜落事故で失われていたことも公表された。

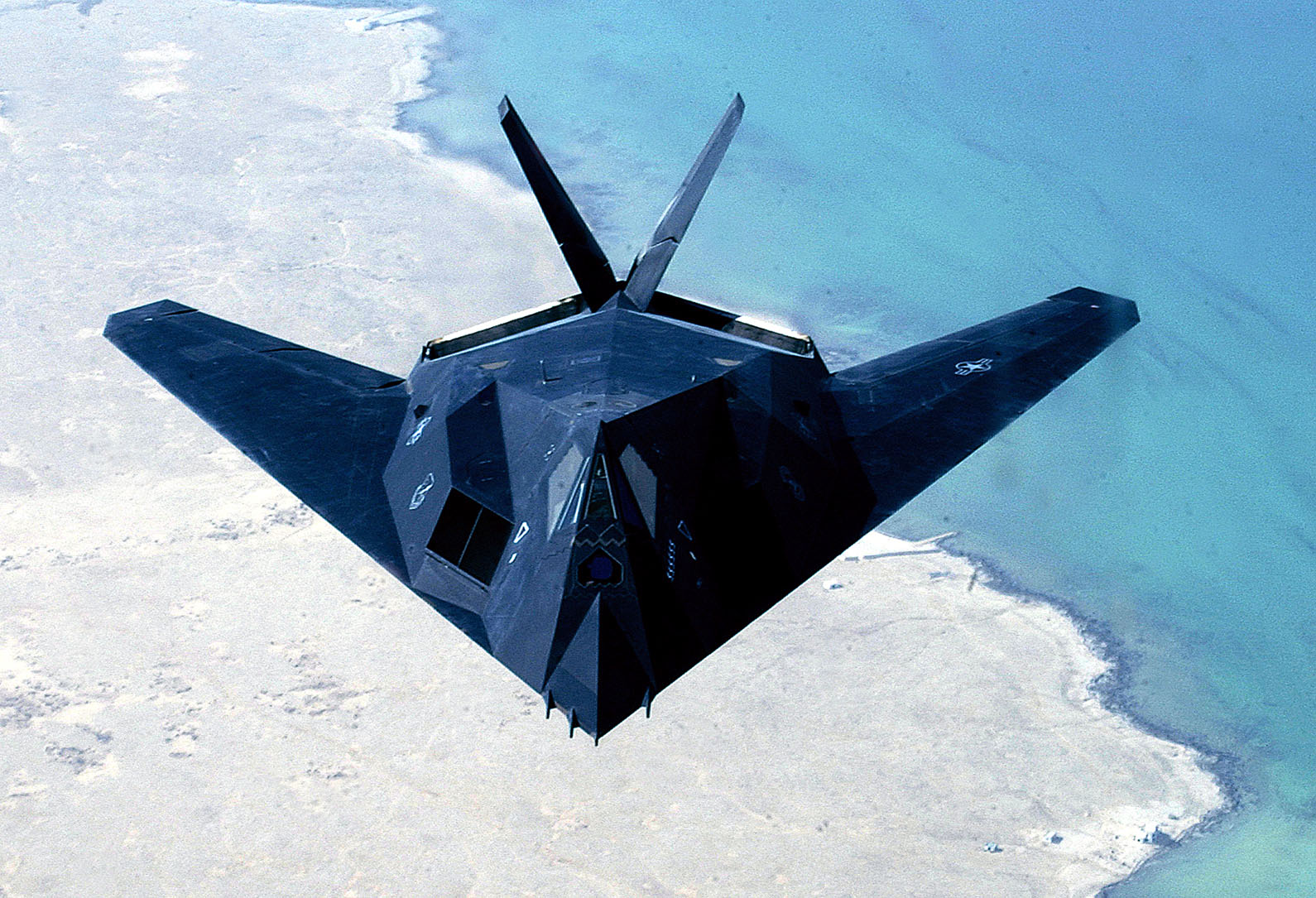
F-117の存在が初めて公表された際の公式写真の一枚。 意図的に実際とは違った機体形状に見える構図のものとなっており、機体の前後方向の長さが実際よりも詰まって見える。
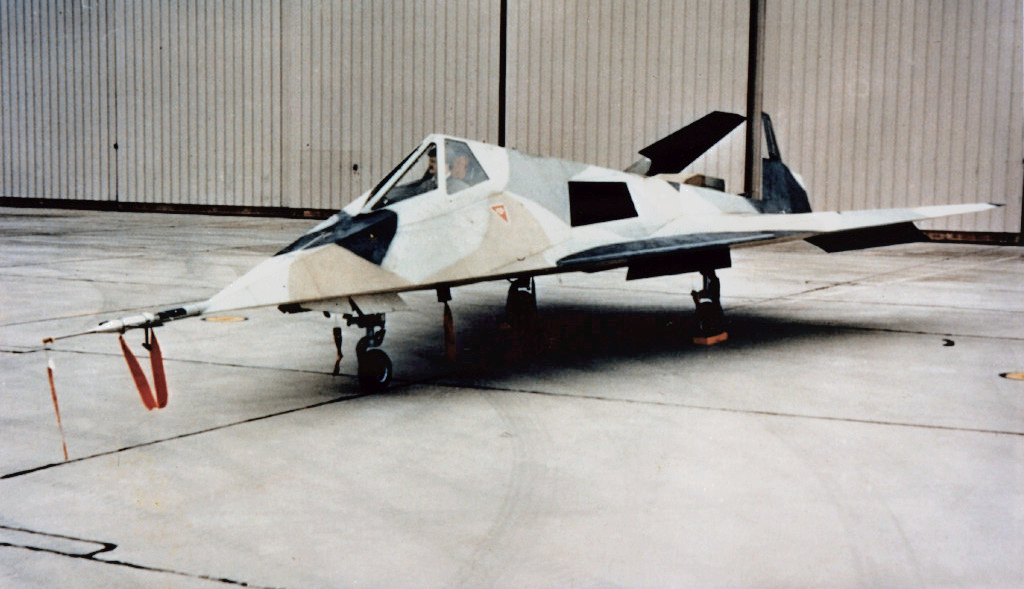
F-117の試作機（概念実証機）である“ハブ・ブルー(Have Blue)”。 実用機のF-117とは尾翼の傾斜方向が逆になっている。

この発表は「実際の“ステルス戦闘機”はこれまで推測されていたものとは全く異なる外形をしている」ことがメディアを始めとした各方面に大きな衝撃を与えたが、その制式番号について、-19の欠番と相まって更なる謎を生んだ。現実的に考えれば、極秘としている戦闘機に対し、命名規則通りの「F-19」の名称をそのまま与えるはずもないとする意見もあったが、-117は発表当時のアメリカ軍戦闘機に付与されるものとしては異例であった。
前述の1962年の軍用機の命名規則改正によって、空軍戦闘機の「F」ナンバーはF-111で終わっており、仮にそこからの連番としてもF-112 - F-116が欠番となっており、その理由が明らかではない。F-111から117に飛番となったことに対し、空軍の報道担当官は「111を最終番号とする取り決めはない」としか回答せず、この名称が与えられた理由は公表されなかった。
これに関して、アメリカ空軍がソビエト製戦闘機を極秘裏に入手し、それらで編成されるテスト部隊（第4477試験評価飛行隊）内での機体呼称には欠番となったF-112からF-114の各番が与えられているとする説があり、カリフォルニア州エドワーズ空軍基地の元管制官はこの話をパイロットから聞いたと話している。この他にも、F-117の開発元であるロッキード社が過去に開発した軍事兵器のWS（ウェポン・システム）のコード番号に117が用いられていたことに関連性を見出す推測もあった
。
F-117の公表後には、当該機の試作機（飛行特性試験機）である"YF-117A"の他に、"YF-117D"および"YF-117E"の制式番号が与えられた航空機がある、と情報が流れたが、どちらもロッキード社のF-117とは無関係の別の機体であるとされ、"F-117"の制式番号については今だ謎が多い。

## 結論
これまでに述べたように、“アメリカ軍の制式戦闘機に"F-19"は存在しているのか否か”については公式の裏付けのある結論はなく、「不確定な情報を元にした推測であった」とされる。それらの想像や推論は結果的にいくつかは正しかったが、当時確たる根拠を持って論を展開できた例は皆無だった。 
「“ステルス戦闘機F-19”を開発しているメーカーがあるとすればそれはロッキード社かノースロップ社であろう」と推測されていた2社のうち、実際にステルス戦闘機を開発していたのはロッキード社であったが、ノースロップ社も“ステルス機”を開発していたことは1988年にB-2 スピリット爆撃機の存在の公表により明らかとなった。ノースロップ社はB-2開発の前段階として“タシット・ブルー(Tacit Blue)”と名付けられた単座のステルス実験機を製作しており、この機体は1982年2月に初飛行し1985年に運用停止となって退役するまでF-117および“ハブ・ブルー”同様に極秘のテストが繰り返されていたが、同機はステルス機ではあっても戦闘機ではなく、1996年に存在が公表された際の公式情報においても"F-19"の制式番号が与えられていたとする記述はなく、アメリカ空軍当局がこの機体に与えていた非制式の機種区分記号 / 番号は"YF-117D"であった。
アメリカ国防総省の見解として、制式番号のうち"-19"が欠番となっている理由は「特に理由はなく、制式番号は必ずしも順番通りにすべての数字が使用されるとは規定されていない」と回答され、命名規則改正以前の番号である－11＊番代が改正以後の機体に継続されて使用されていることは「命名規則が改正された1962年以後は使用しないとする規定があるわけではない」と回答されている。
今後アメリカ軍の制式戦闘機として"F-19"の制式番号が与えられた機体が誕生する可能性は残されているが、2021年現在のところは未定である。

## "F-19"の登場する作品、及び模型

### プラモデル
前述の「“ステルス戦闘機 F-19”の存在に大きな影響を与えたプラモデル」として空前の売上を記録したテスター（Testor）社(英語版)製の『F-19 Stealth Fighter』は、1/48と1/72スケールのものが発売されており、生産は同社と提携関係にあったイタリアのイタレリ(Italeri)社がイタリア国内で行い、イタレリ社からも発売された。両社の製品はパッケージ以外は同一のものであり、イタレリ社の製品として発売されたのが若干早かったことと、同社のほうが世界的に見て販路が広かったことから、イタレリの製品として著名である。
テスター / イタレリ社の他、ロラール社の広報用イラストを元にしたモデルキットもアメリカのモノグラム社から1987年に発売されており、スナップフィット式で飛行状態をモデル化した（スタンドに固定されるデスクトップモデルで、脚のパーツが付いていない）1/72スケールのものと飛行 / 駐機状態を選択できる1/48スケールのモデルが1987年に発売された。元のイラストではカナードが鋭角的なものと曲線的なものの2種類があるが、モデルではいずれも曲線的なものになっている。
ドイツのレベル社(Revell GmbH)も1988年に1/144スケールでモデル化しており、デザインはテスター/イタレリのものに則っているが、カナード翼はロラール / モノグラム版に準じており、機首側面から水平に伸びたものになっている。
日本では1987年にアリイ社がテスター / イタレリ版とモノグラム版のデザインを基に独自のデザインとして商品化したものを発売しており、同社独自の「訓練用複座型」も発売されていた。アリイ版は基本的なデザインはテスター/イタレリのものに則っているが、カナード翼は機首側面から水平に伸びたものになっており、機首の形状なども異なる。
上記の製品の他にも、それらのOEM製品やデッドコピー製品として“F-19”は数社からプラモデルが発売されている。アメリカの玩具メーカーであるアーテル社(ERTL,co.)(英語版)からはテスター / イタレリ版のデザインを元にしたダイカスト製モデルも発売されていた。

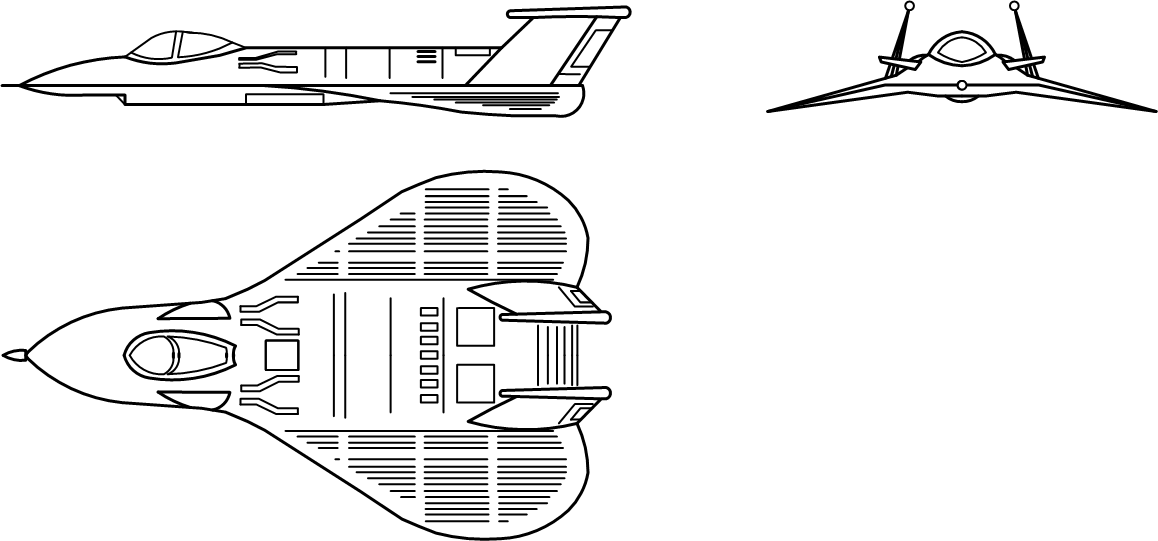
テスター/イタレリ社製のプラモデルを参考にした「F-19」の三面図
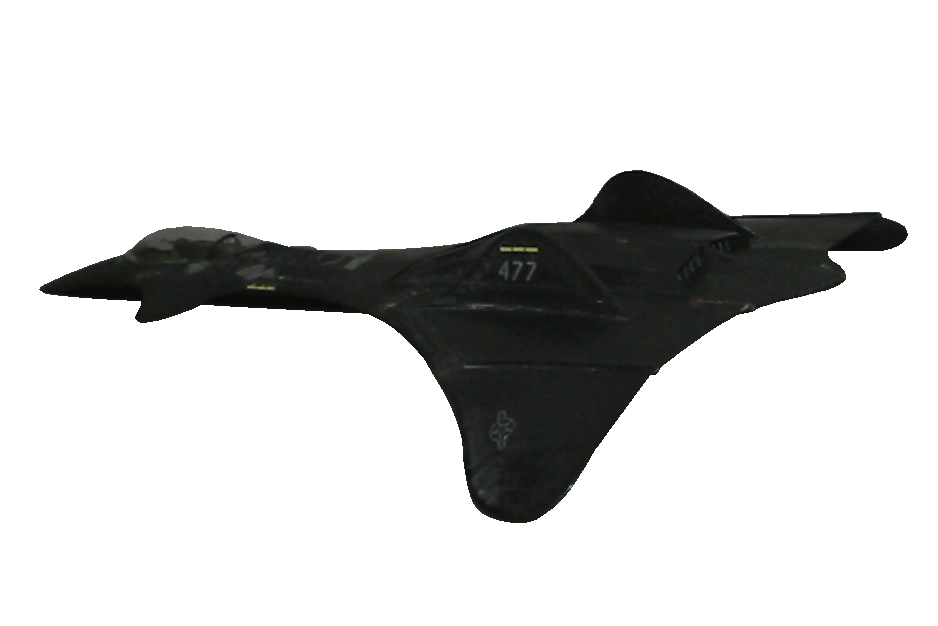
ロラール / モノグラム版のF-19のプラモデル（抜粋）
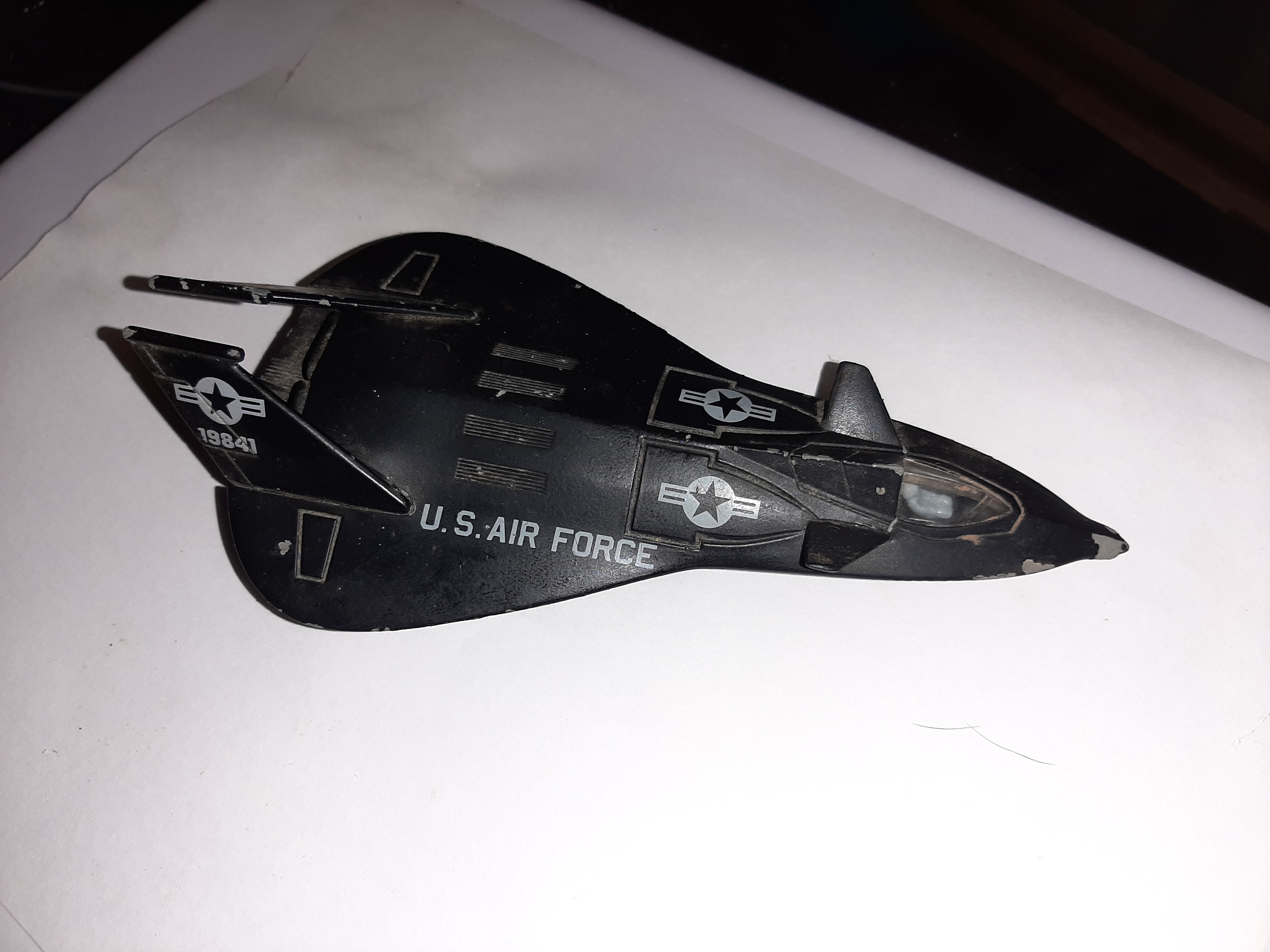
アーテル社製のダイカストモデル

この他、日本では食玩としてカバヤ食品がビッグワンガム「DELUXE BIG・1 GUM（デラックスビッグワンガム）に「F-19ステルス戦闘機」の名称で1/150スケールのものを、フルタ製菓がチョコエッグ「世界の戦闘機シリーズ 第5弾」に「F-19ステルスファイター」の名称で、いずれもテスター / イタレリ版デザインに則ったものをラインナップに加えていた。説明文にはそれぞれ「謎の戦闘機」（ビックワンガム）「見えない戦闘機などと呼ばれ、詳細は未だ謎に包まれている」（チョコエッグ）の一文がある。
これら一連のモデルの外形は実際のステルス戦闘機であるF-117とは大きく異なっており、特に「機体の各部が曲線で構成されている」「垂直尾翼は“内側”に傾斜している」点では全く逆のものであった。一方、「全体の形状は三角形のデルタ翼形式である」「赤外線探知を避けるためにエンジンノズルは露出していない」「兵装は全て機内に収容して搭載される」「主任務は対地攻撃であり、空対地兵装を主兵装としている」といった特徴については正しかった。垂直尾翼の傾斜方向についても、F-117の試作機（概念実証機）である“ハブ・ブルー(Have Blue)”では尾翼は内側に傾斜しており、“F-19の特徴”とされていた情報の源が後者についてのものであったならば間違ってはいなかったことになる。
1988年11月のF-117の公表後は実機の資料に基づいたF-117のモデルキットが航空機モデルを扱う各模型メーカーより発売され、上述のF-19の模型はいずれも廃版もしくは絶版となっているが、2021年現在でもインターネットオークション等で入手することは不可能ではない。

### ビデオゲーム
ビデオゲームに登場した"F-19"としては、フライトシミュレーションゲームで一世を風靡したマイクロプローズが1987年にコモドール64とZX Spectrum向け8ビットソフトウェアとして発売した『ProjectStealth Fighter』(英語版)、及びその16ビットソフトウェアとしてリメイクされて1988年（PC DOS）と1990年（AmigaとAtari ST）向けとして発売された『F-19 Stealth Fighter』(英語版)がある。日本では1992年に『Project Stealth Fighter』がDOS版としてPC-9801向けに移植され、同社の日本法人であるマイクロプローズジャパンから発売された。
ゲーム中に登場する機体は前述テスター / イタレリ版のプラモデルの同様の形状のものとなっており、ウェポンベイを開くと敵のレーダーに見つかりやすくなる、等の設定がなされている。
マイクロプローズは1991年に上述のゲームをリメイクしたF-117のフライトシミュレーションゲームである『F-117A Nighthawk Stealth Fighter 2.0』(英語版)を発売、これに登場する“ステルス戦闘機”は実際のものであるF-117に変更されているが、"F-19"もプレイヤーが選択できる内容になっている。翌1992年には『F-117A Nighthawk Stealth Fighter』のタイトルでNES(Nintendo Entertainment System)版(英語版)も発売された。
『F-117A Nighthawk Stealth Fighter 2.0』は2014年に、『F-19 Stealth Fighter』は2015年に、2020年には『F-117A Nighthawk Stealth Fighter (NES edition)』がダウンロード販売プラットフォームのSteamで再販された
。

### フィクション作品
- 『ゴルゴ13』 - 　1985年11月発表（単行本では第74巻に収録）の『見えない翼』（第254話）に登場する。ゴルゴが設計者の暗殺と破壊を請け負ったステルス機は、SR-71を単発機として小型化したようなデザインである。
  - 作中で「ロッキード社では1975年、ステルス戦闘機"F-19"の開発に着手し、2年後、その原型機"XST"を完成させた」「設計したのはクラレンス・ベッカー博士を主幹とする“スネーク・ワーク”と呼ばれる開発チームである」と解説されている。
- 『成恵の世界』 - 丸川トモヒロによるSF漫画。地球の軍事兵器として登場する。作中に（Y）F-23なども登場する。単行本12巻の巻末解説に「F-19B」の名称で「そのアヤシイ形状からステルス機と噂された超音速戦闘攻撃機」と説明されている。
  - この"F-19B"は全体的な形状はテスター／イタレリ版のプラモデルに則っているが、機体のアウトラインは曲線形ではなく直線形状になっている。
- 『レッド・ストーム作戦発動（原題：Red Storm Rising） - トム・クランシーによる1986年発表の架空軍事小説。作中の制式名称は“F-19A ゴーストライダー (F-19A Ghostrider)”で、パイロットには機体形状から“フリスビー”と呼ばれている、と描写されている。アメリカ空軍の極秘兵器として登場し、地上目標への隠密侵入攻撃の他、AWACSを攻撃する任務に用いられる。

## その他
F-19と同様に、YF-24やF-121についても、存在が疑われ議論されることがある。YF-24は新世代のステルス戦闘機、F-121は1986年に初飛行を行ったと噂された“センチネル”と呼ばれるマッハ3級の高速偵察機である、は俗説である。
YF-24は最終的に「F-35」と命名された機体が当初は「順番からしてF-24と命名されるのではないか」と推測されていたことから来たものと考えられているが、F-24 - F-34の欠番は、元は「X-35」の型式番号で試作されていた機体を、番号をそのままでF-35としたために生じたものであると説明できる。
F-121についてもF-118 - F-120にも該当する機体が無いため、F-121の機体番号が突然に登場することには確たる理由がないものである。これに関しては、「極秘開発機に広く使われたFのプレフィックスに超音速偵察機A-12の1号機と数字を組み合わせたもの」とする説がある。他方、“アメリカ空軍はソビエト製戦闘機を極秘裏に入手し、それらには欠番となったF番号が与えられている”とする説から「冷戦後に入手した新たなソビエト（ロシア）製戦闘機には同じようにF-118・F-119・F-120の番号が与えられた」とする説もあるが、情報源が漠然としていて定かではなく、アメリカ軍は冷戦後には旧東側諸国から入手したMi-24“ハインド”戦闘ヘリコプターをそのまま「Mi-24」の呼称で公然とテストを実施しており、この説には根拠が乏しい。
これらの他にもF-104を大幅に発展させた機体としてF-204が存在するが、これはロッキードの自社開発機につけられた俗称であり、軍に制式採用された訳ではないので、正式な型番ではない。

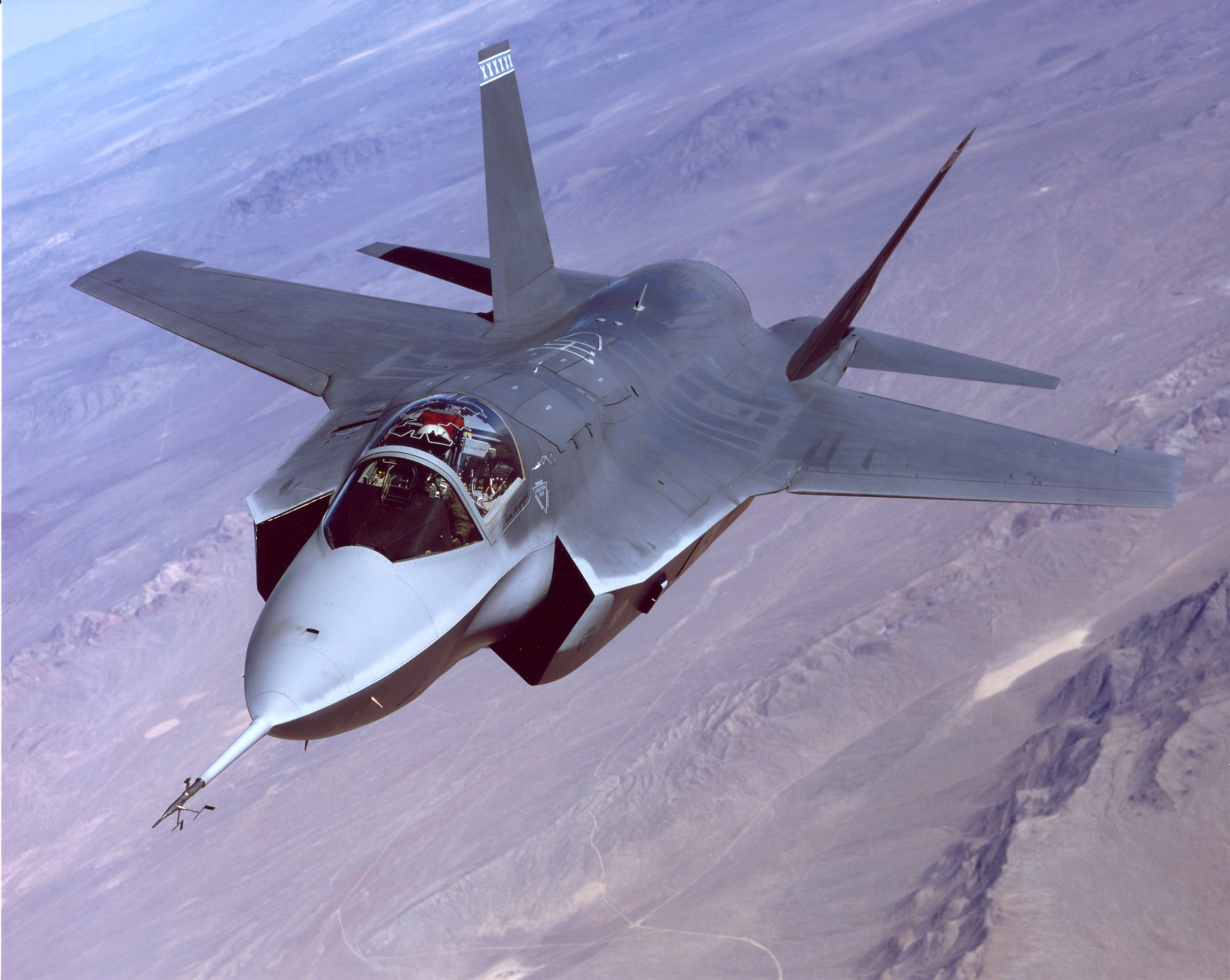
ロッキード・マーチン X-35
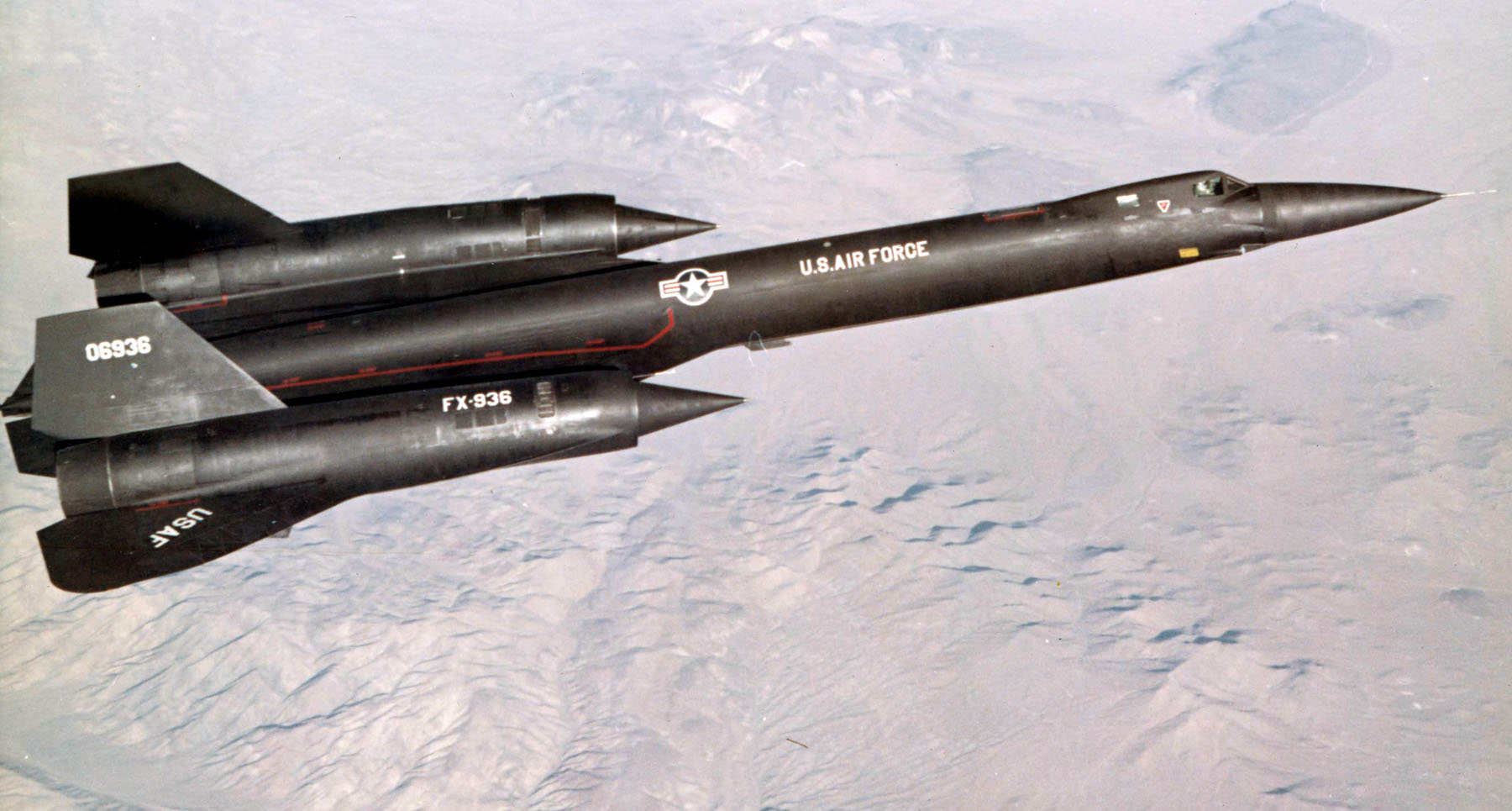
ロッキード YF-12
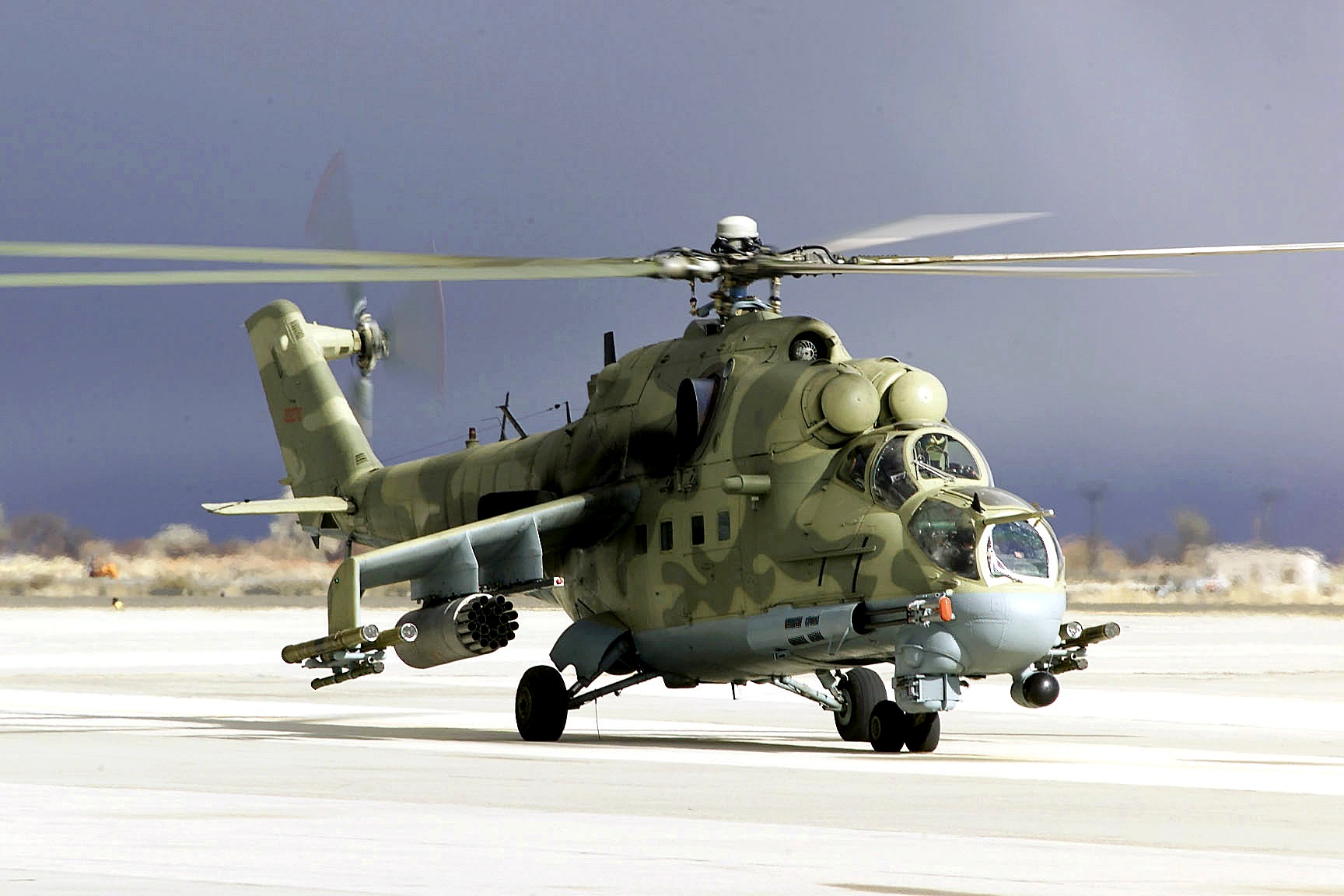
アメリカ軍によってテスト中の ミル Mi-24P“ハインドE”

テスター社はF-19のプラモデルの大ヒットを受け、続いて1987年と1988年にF-19と同じくジョン・アンドリュースによりデザインされた『MiG-37B "ferret‐E"』と銘打った架空機のキットをイタレリ社と提携して1/48
、1/72の両スケールで発売した。
この『MiG-37』はF-117とYF-22及びYF-23、それにMiG-29やSu-27の特徴を混ぜ合わせたような形態をしており、同社が先に発売した『F-19 Stealth Fighter』よりも実際の“ステルス戦闘機”に近い外形を持つものではあったが、『F-19』のようなヒット商品になることはなく、メディアで話題になることもなかった。